# Église de Notre-Dame de Nijni Novgorod
L'église du synaxe de Notre-Dame(russe : Церковь Собора Пресвятой Богородицы), mieux connue sous le nom église de Notre-Dame ou Stroganov est une église orthodoxe russe, située à la rue Rojdestvenskaïa (rue de la Nativité) à Nijni Novgorod. Elle a été construite en 1696-1719 sur les fonds du richissime marchand Grigori Stroganov. C'est l'un des meilleurs exemples de style Stroganov. Elle a le statut de monument d'architecture d'importance fédérale. L'église est parfois nommée erronémen tglise de la Nativité-de-la-Vierge  (russe : Церковь Рождества Богородицы), nom d'une ancienne église, maintenant démolie, avoisinant l'église actuelle. C'est cette ancienne église`qui a donné le nom à la rue.

## Histoire

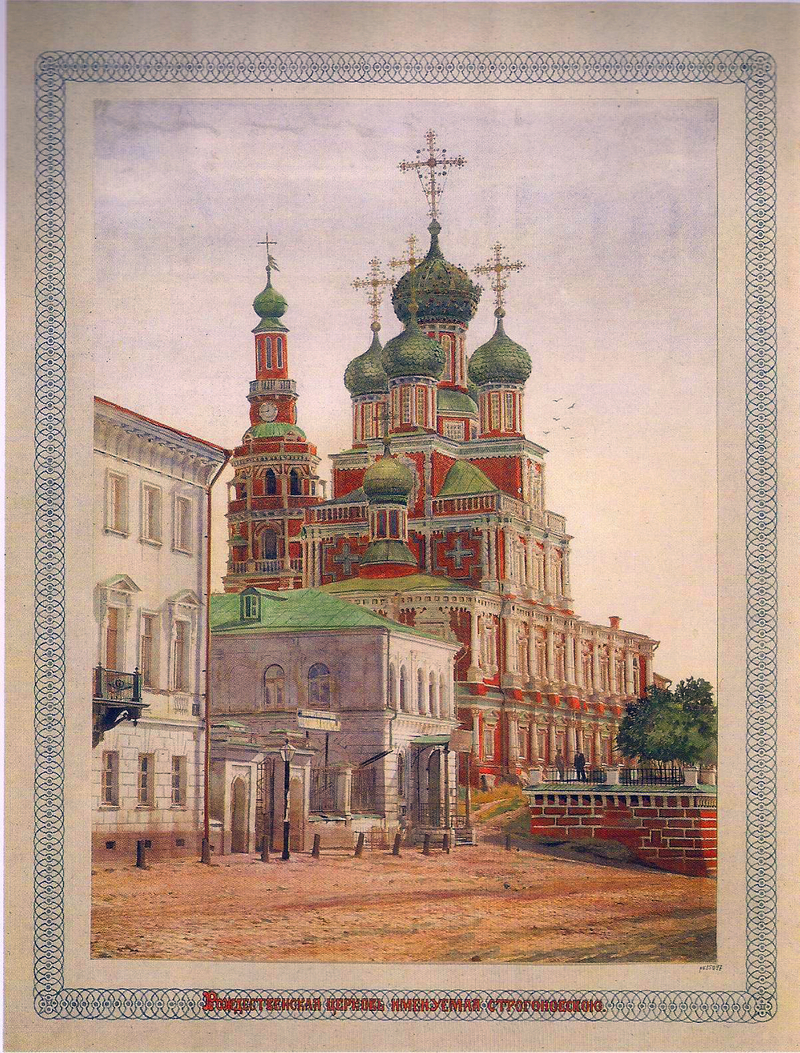
L'église Stroganov sur la photo peinte de Kareline et Chichkine

La construction de l'église a commencé en 1696. Elle était presque terminée en 1701, mais un incendie y a éclaté. L'église brûlée a été restaurée par la femme du marchand Grigori Stroganov - Maria Iakolevna. Elle a été consacrée en 1719 par l'archevêque Pitirim de Nijni Novgorod et Alatyr (1719-1738).
En 1722, l'église a été fermée par Pierre le Grand jusqu'à sa mort (1725). L'église  a souvent souffert d'incendies (en 1768, 1782, 1788). En 1807-1812, Alexandre Stroganov effectue des réparations majeures. En 1820-1823, Agustín de Betancourt construit un mur de briques sous l'église. Le clocher était relié au porche par un passage couvert. Dans les années 1870 et 1880, l'église a été complètement restaurée selon les plans de Lev Dahl et Robert Kilevain.
Dans les années 1860, le clocher commence à se pencher et, en vingt ans, s'est dévié de 1,2 mètre. En 1887, ses niveaux supérieurs ont été démantelés et récoltés[Quoi ?] à nouveau.
Dans la période soviétique, il est décidé de détruire l'église, mais l'archiprêtre de l'église Sergueï Veïssov (1915-1934) qui avait recueilli des documents historiques et des photographies, a prononcé plusieurs conférences sur la signification culturelle du baroque Stroganov et il a été décidé de conserver cet édifice. Un musée de la religion et de l'athéisme est installé dans l'ancienne église par les autorités communistes. Sergueï Veïssov est nommé directeur par intérim du musée, et le hiéromoine Spiridon en est devenu le gardien.
L'église  est rendue au culte en 1993 et consacrée le 3 juillet 1993.
Le 24 juillet 2008, le Premier ministre Vladimir Poutine fait don d'une icône de la Résurrection de Jésus au diocèse de Nijni Novgorod. L'icône  est  volée à l'église le 22 octobre 2004 (?). En 2007, l'icône est achetée par un collectionneur en Estonie et est apportée en Russie. Quand il a ete avéré que cette icône faisait partie du catalogue des objets volés, elle a été rendue à l'Église orthodoxe russe.
Contre l'église, se trouve un édifice du patrimoine protégé, l'hôtel particulier Kostromine, construit au début du XIXe siècle.

## Architecture
L'église est à deux niveaux: en haut il y a un autel et trois absides, une nef, une église-réfectoire et un porche.
L'église  est à cinq dômes, ils symbolisent les côtés du monde. Au départ, les dômes étaient verts. Ils sont représentés sur une photographie peinte d'Ivan Chichkine et Andreï Kareline. Mais à la fin du XIXe siècle, ils étaient peints comme les dômes de la cathédrale Saint-Basile de Moscou.
L'extérieur et l'intérieur de l'église sont décorés de sculptures en pierre blanche.
Le clocher est un octogone sur un cube. Le dôme est couronné d'une croix avec une girouette. Ce détail caractérise la période d'entraînement[Quoi ?] par la mer. Il y a une horloge sur le clocher. Sur les dalles de pierre, il y a des lettres slaves qui divisent un cercle en 17 parties, selon le vieux calcul du temps russe. L'ancien mécanisme de montre a été réparé par le mécanicien russe Ivan Koulibine. Le sort du mécanisme précédent est inconnu. Un nouveau mécanisme a été installé.

## Galerie

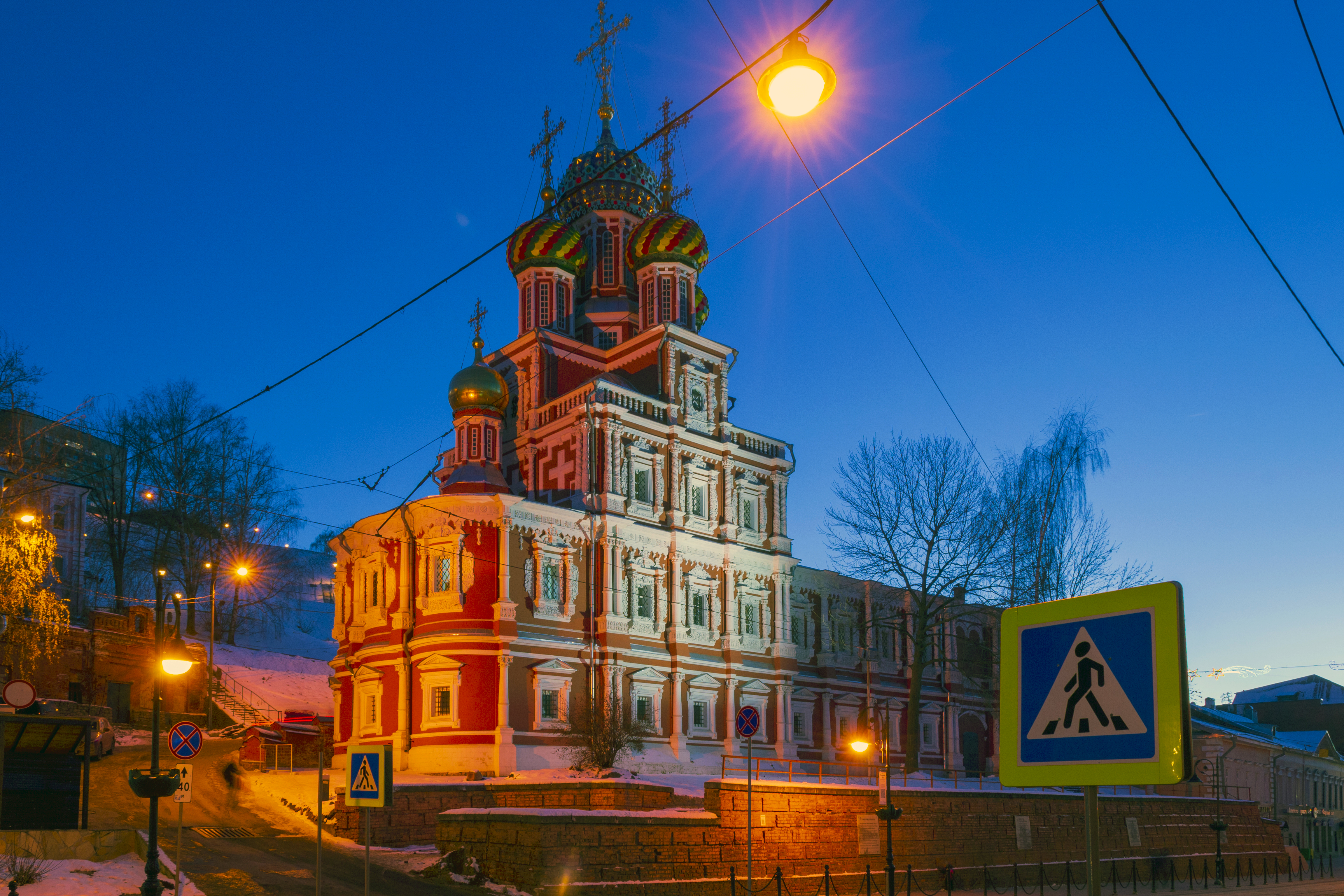
Vue depuis la rue Rojdestvenskaïa
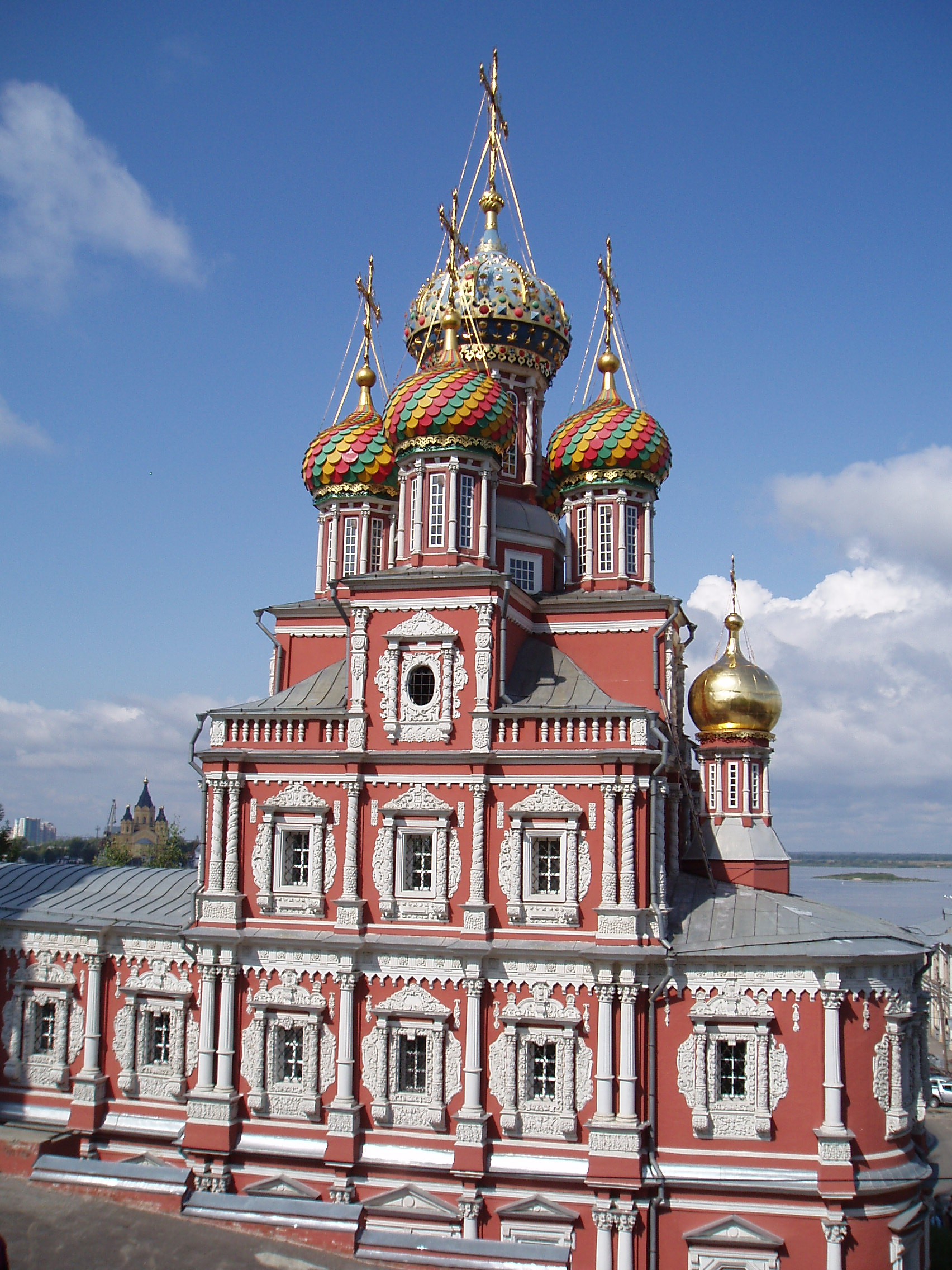
Vue depuis le côté de la pente
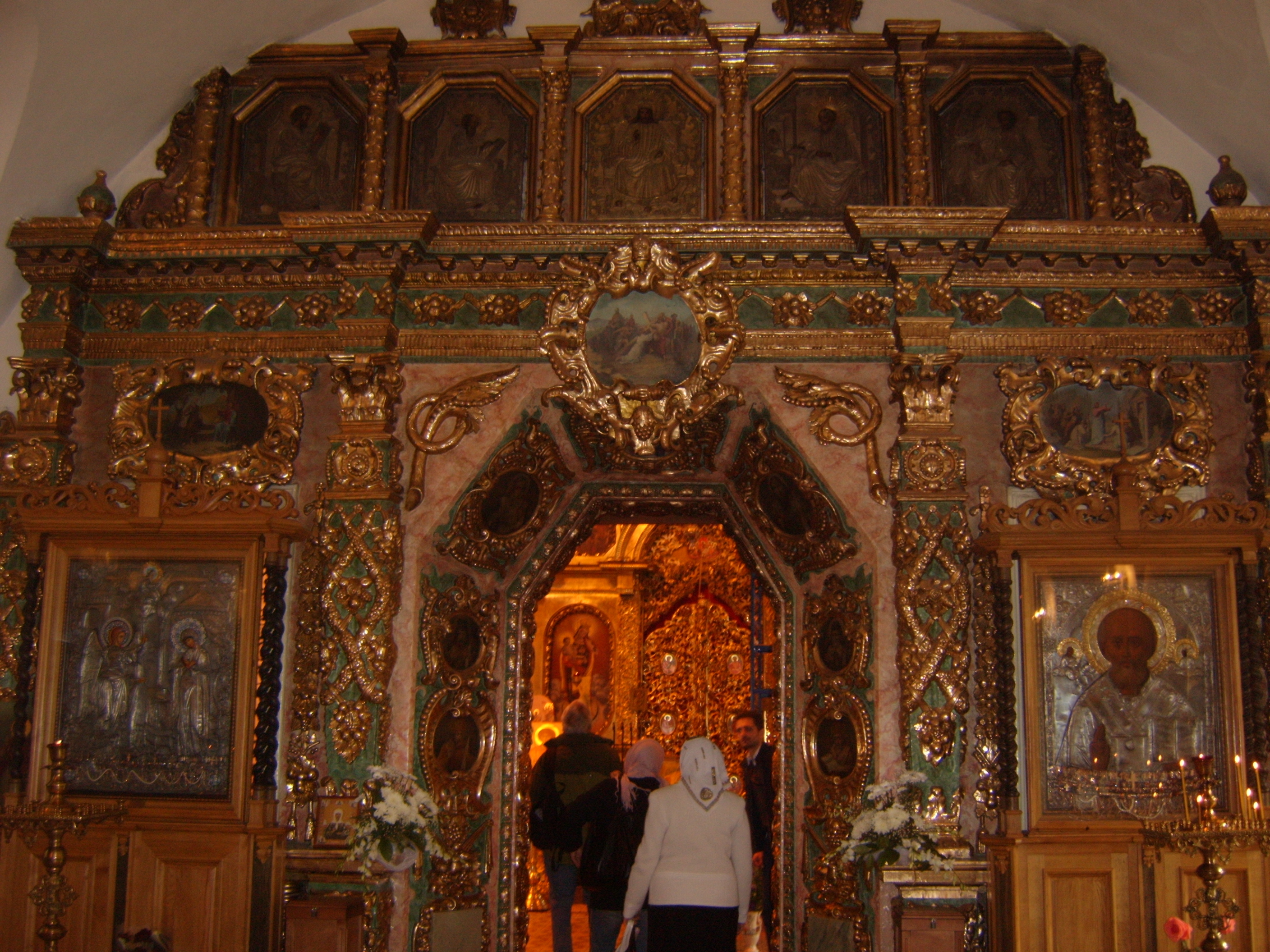
Intérieur de l'église
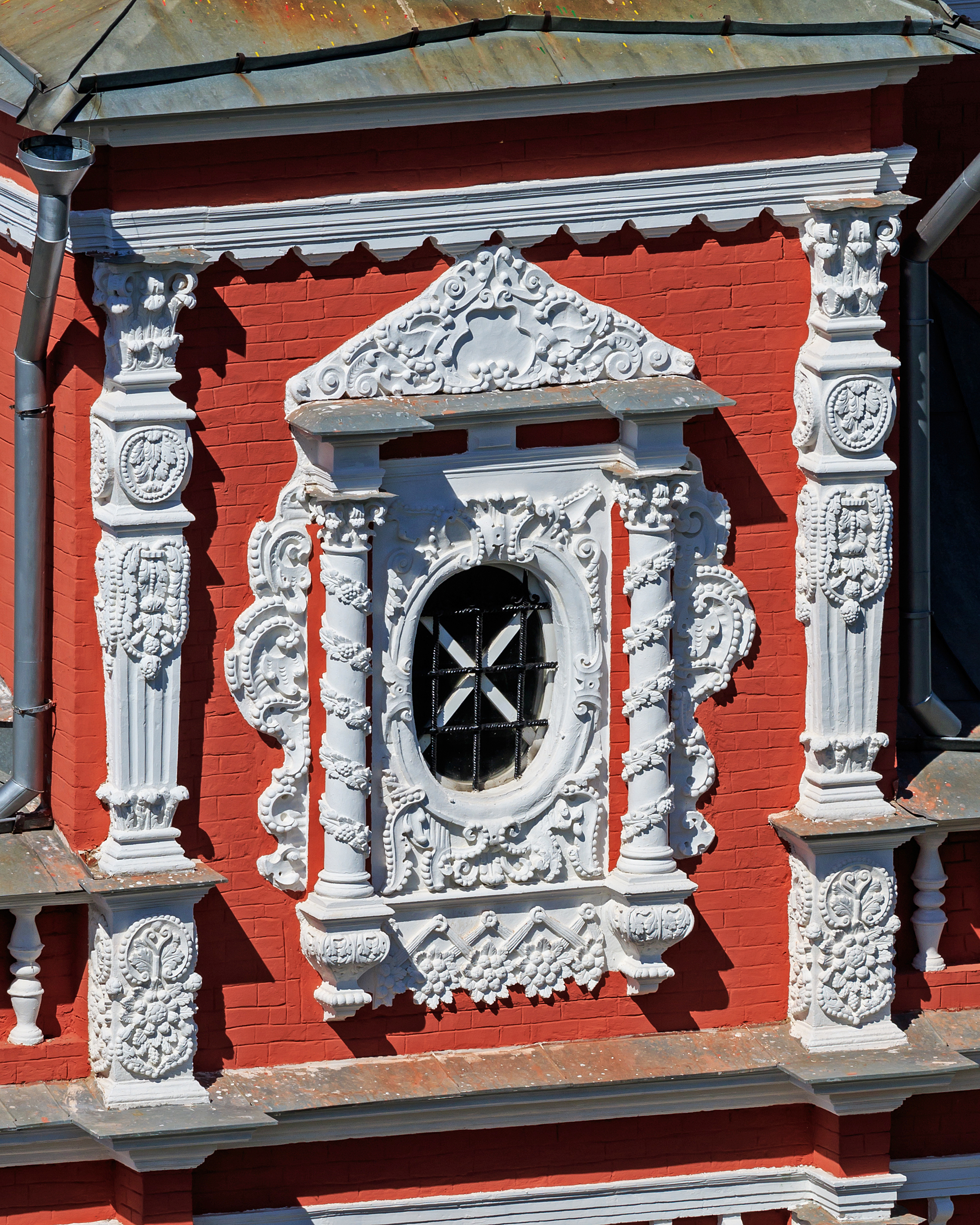
Fenêtre
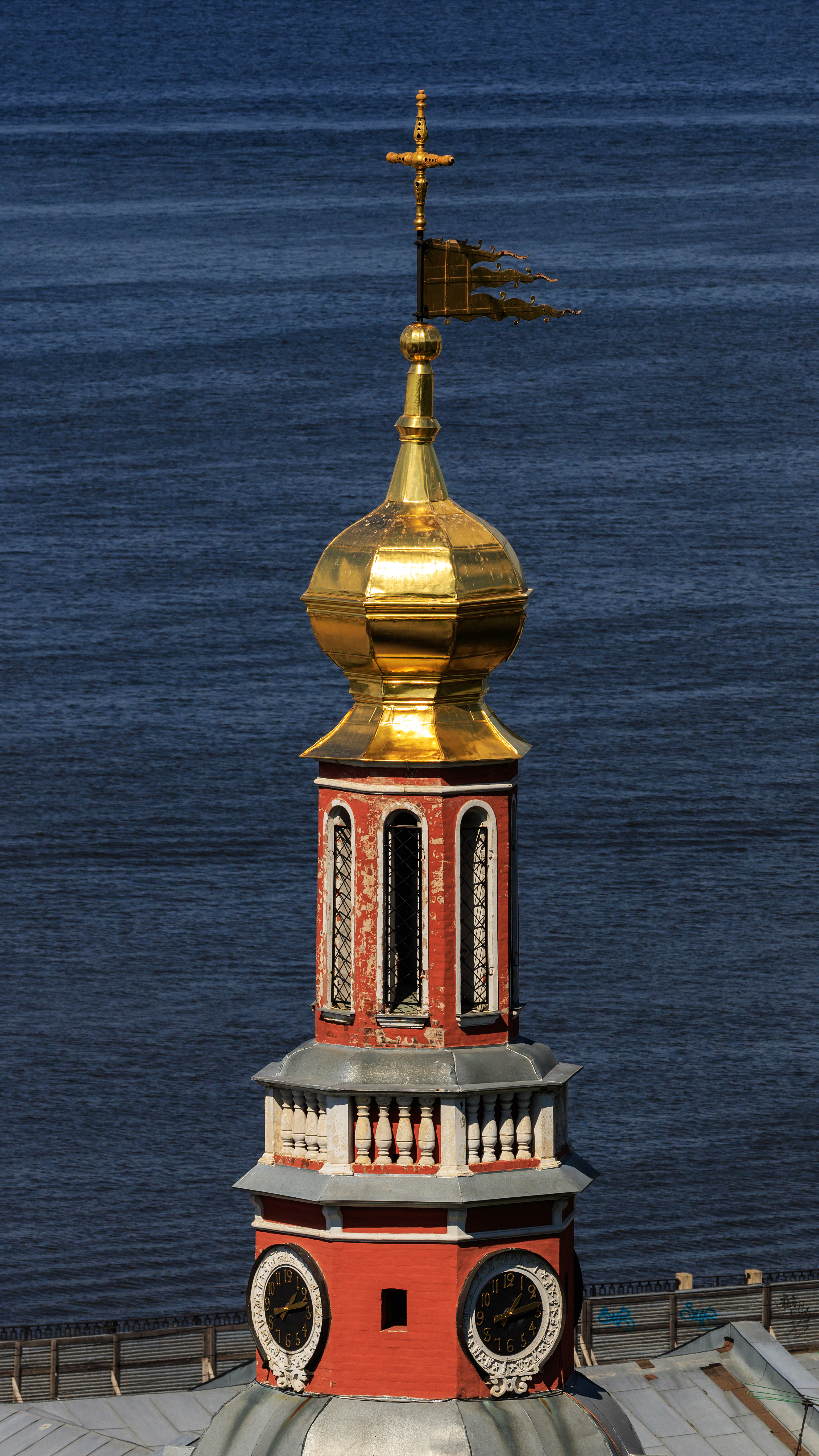
Le dôme du clocher
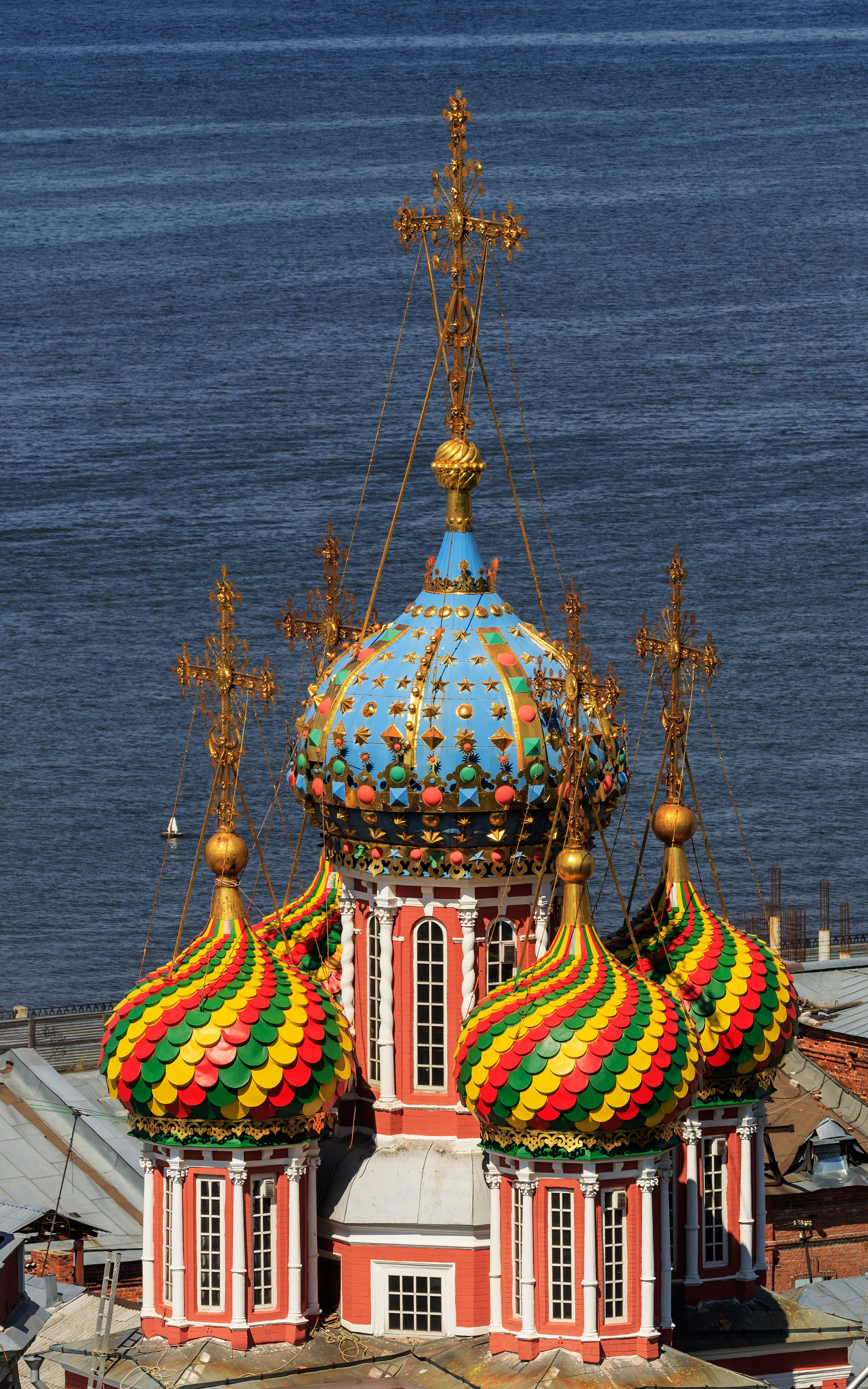
Les dômes de l'église